# Legal engineering
Il legal engineering è l’attività di consulenza che mira a fornire conformità giuridica a qualsiasi progetto imprenditoriale. Essa ha lo scopo di individuare preventivamente i rischi legali connessi all’impresa e di porre in atto tutte le azioni di rimedio per mitigare i rischi di controversia e contenzioso. La Progettazione Legale si prefigge quindi lo scopo di minimizzare il ricorso all’attività forense.
Il legal engineer opera quando il progetto imprenditoriale si colloca all’interno dell’Economia Digitale, quella particolare forma di economia propria dell’Era Digitale in cui il valore viene prodotto attraverso il lavoro compiuto autonomamente da dispositivi digitali.
In questo contesto l’approccio della progettazione legale assume un ruolo ancor più importante a causa della natura virtuale del territorio in cui si manifesta l’impresa e in ragione dei paradigmi permission less su cui si basano i modelli di business dell’Economia Digitale.
Il legal engineering è quindi l’attività di consulenza che mira a fornire conformità giuridica a qualsiasi progetto imprenditoriale che si collochi all’interno dell’economia digitale. Essa è quindi una forma di consulenza legale in cui, a fianco del giurista operano in sinergia figure professionali esperte nelle varie discipline della Computer Science, come ad esempio i software engineer.
Per questa ragione a questo tipo di attività di consulenza sono associati i termini “Legal” ad indicare l’attività di progettazione legale, ed “Engineering” ad indicare l’attività di consulenza delle figure professionali tipiche della Computer Science che operano a supporto.